# Troll (pel·lícula)
Troll és una pel·lícula noruega de monstres dirigida per Roar Uthaug, que va coescriure amb Espen Aukan. Protagonitzada per Ine Marie Wilmann, Kim Falck, Mads Sjøgard Pettersen, Gard B. Eidsvold, Pål Richard Lunder i Eric Vorenholt, va ser estrenada l'1 de desembre de 2022 a la plataforma Netflix. Ha estat subtitulada al català.

## Sinopsi
Després de la mort de diversos manifestants a les muntanyes de Dovre, el govern noruec busca l'ajuda d'una paleontòloga, Nora Tidemann, que s'uneix a l'assessor del primer ministre, Andreas, i l'Exèrcit noruec soldat Cris. Tots tres busquen l'ajuda del pare expert en folklore de Nora, Tobias, que en el passat va perdre la feina per la seva creença en l'existència de criatures mítiques com els trolls. El grup determina que un trol de 50 peus és responsable de la mort dels manifestants, i que han d'evitar que la criatura causi més estralls i que el seu govern exacerbi la situació.

## Recepció
Troll va rebre ressenyes generalment mixtes de part de la crítica i de l'audiència. Al lloc web especialitzat Rotten Tomatoes, la pel·lícula té una aprovació de 88%, basada en 16 ressenyes, amb una qualificació de 6.1/10, mentre que de part de l'audiència té una aprovació de 49%, basada en més de 500 vots, amb una qualificació de 3.1/5.
Al lloc IMDb els usuaris li van assignar una qualificació de 5.9/10, sobre la base de 15 319 vots, mentres que a la pàgina web FilmAffinity la cinta té una qualificació de 4.9/10, basada en 1207 vots.